# Aichryson punctatum
Aichryson punctatum är en fetbladsväxtart som först beskrevs av Chr. Sm., och fick sitt nu gällande namn av Philip Barker Webb och Berth.. Aichryson punctatum ingår i släktet Aichryson och familjen fetbladsväxter. Inga underarter finns listade i Catalogue of Life.

## Bildgalleri

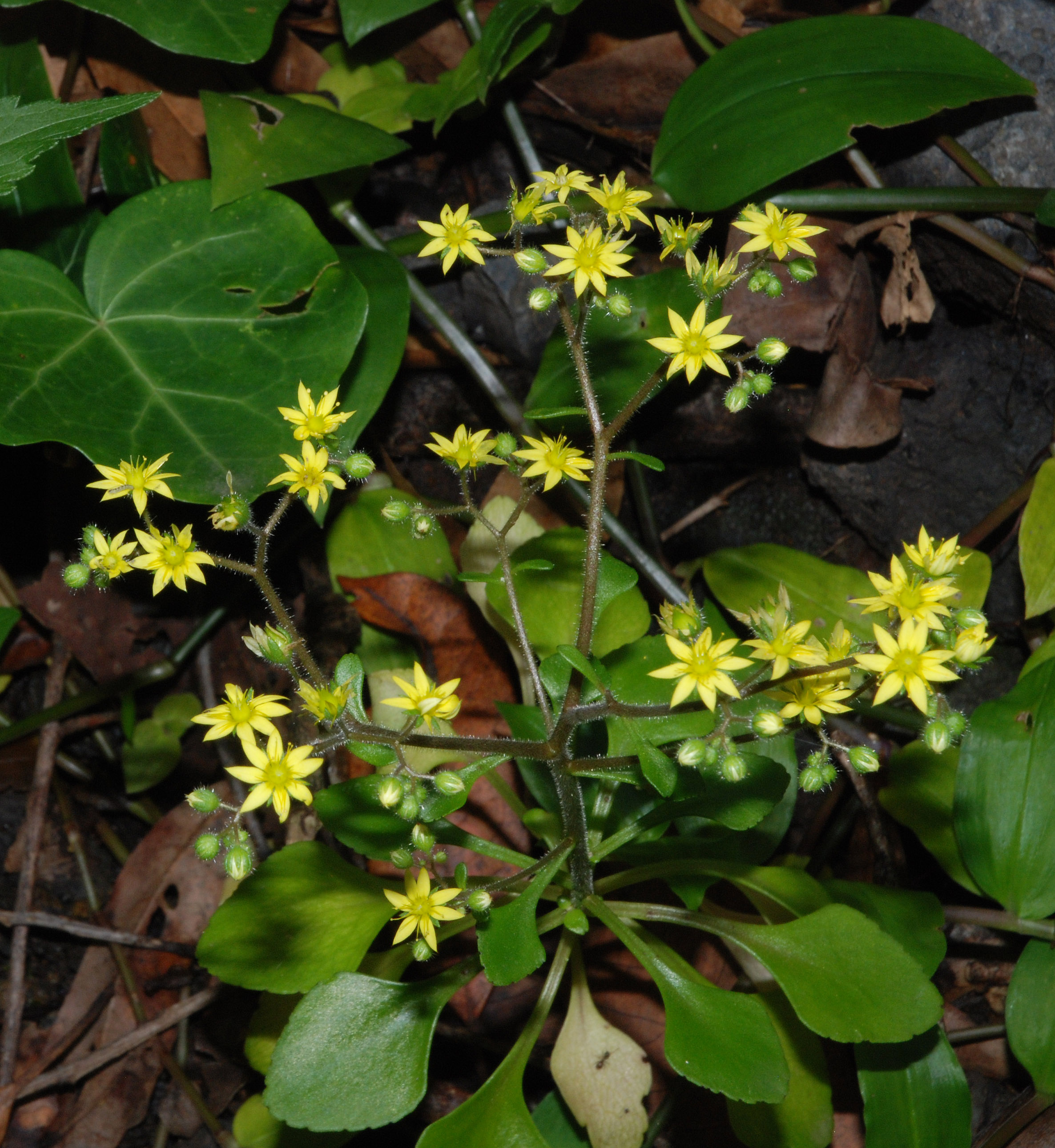